# Acacia pugioniformis
Acacia pugioniformis là một loài thực vật có hoa trong họ Đậu. Loài này được (R. Br.) H.L. Wendl. miêu tả khoa học đầu tiên năm 1820.